# Interview (película de 2007)
Interview es una película estadounidense de 2007 dirigida por Steve Buscemi. Es una nueva versión de la película holandesa del mismo nombre de 2003, dirigida por Theo van Gogh. La versión estadounidense tiene como protagonista al mismo Buscemi haciendo el papel de Pierre Peders (originalmente llamado Pierre Bokma) y a Sienna Miller haciendo el papel de Katya (originalmente Katja Schuurman).
Interview es la primera de un total de tres remakes de películas de Theo van Gogh. La segunda es Blind Date, dirigida por Stanley Tucci, y la tercera es Somewhere Tonight, dirigida por Michael Di Jiacomo.

## Sinopsis
Pierre Peders (Steve Buscemi) es un periodista sin mucha suerte especializado en la política, a quien le asignan la responsabilidad de entrevistar a Katya (Sienna Miller), una reconocida actriz y objetivo favorito de los paparazzi. Mayor es el disgusto de Pierre cuando se da a conocer la noticia de un escándalo en la Casa Blanca; en vez de cubrir esa noticia, debe asistir a un elegante restaurante de Manhattan para entrevistar a Katya, a quien él detesta instantáneamente. Ninguno de los dos quiere realizar la entrevista, que resulta peor de que hubiesen predicho, pero por una extraño giro del destino terminan pasando el resto de la noche juntos revelando sus propias personalidades, con alcohol, cocaína y destellos de violencia de por medio.

## Reparto
- Sienna Miller - Katya
- Steve Buscemi - Pierre Peders
- Michael Buscemi - Robert Peders
- Tara Elders - Maggie
- David Schecter - Maitre'd
- Molly Griffith - Camarera
- Robert Hines - Abogado
- Jackson Loo - Theo
- Elizabeth Bracco - Mujer del restaurant
- James Franco - Novio de Katya (voz)
- Katja Schuurman - Dama de la limusina (protagonista de la versión holandesa de 2003)

## Producción
La versión estadounidense fue rodada en Nueva York. Durante la producción, Buscemi y Miller recibieron amenazas de muerte por parte de fundamentalistas islámicos, presumiblemente provenientes del mismo grupo que asesinó a van Gogh en 2004, después de sentirse agredidos por el filme Submission del realizador holandés. A pesar de que la película no tiene ninguna relación con el islam, el simple hecho que estuviese dedicada a van Gogh enfureció a los extremistas, que exigían que se abandonara el rodaje enviando amenazas a ambos actores, que como respuesta reforzaron la seguridad pero no cedieron ante las amenazas.
Miller, quien interpretó a Katya, comentó sobre el director: «Conocía muy bien quien era, siempre lo había respetado y admirado como actor. Así que fue realmente emocionante. (...) La idea sonaba genial. Pensé que sería alguien de quien podría aprender, era un proyecto interesante. Y eso fue lo que realmente me hizo tomar una decisión tan rápida al aceptar el trabajo. Quiero trabajar y aprender de gente que respeto y admiro». Buscemi, que no conocía el trabajo de Miller, recordó: «Después de ver Layer Cake busqué en los extras del DVD para ver si había alguna escena eliminada de ella. Lo que estaba en la película no era suficiente para mí. (...) Le hicimos la oferta como a las tres de la tarde y a las siete en punto del mismo día estaba hablando con ella por teléfono, dijo que sí, yo le respondí: "Bien, espera un minuto, lee el quión", y ella dijo: "No, como sea"».

## Estreno y recibimiento
Fue estrenada en enero de 2007 en el Festival de Cine de Sundance, más tarde sería proyectada en otros festivales como el de Berlín y el de Cannes. Según el sitio agregador de reseñas Rotten Tomatoes, Interview cuenta con un porcentaje de aprobación del 58 %; el consenso general acerca de la película dice: «las cautivantes actuaciones de Steve Buscemi y Sienna Miller hacen a una aparente premisa simple una premisa apasionante y entretenida». Sienna Miller fue nominada al Independent Spirit Award como mejor actriz en el año 2007.